# Cirolana saldanhae
Cirolana saldanhae är en kräftdjursart som beskrevs av Barnard 1951. Cirolana saldanhae ingår i släktet Cirolana och familjen Cirolanidae. Inga underarter finns listade i Catalogue of Life.